# Rangrazān-e Vosţá
Rangrazān-e Vosţá (persiska: رنگرزان وسطی, Rangrazān-e Vasaţī) är en ort i Iran.   Den ligger i provinsen Lorestan, i den västra delen av landet, 300 km sydväst om huvudstaden Teheran. Rangrazān-e Vosţá ligger 1 855 meter över havet och antalet invånare är 170.
Terrängen runt Rangrazān-e Vosţá är huvudsakligen kuperad, men västerut är den platt.Runt Rangrazān-e Vosţá är det ganska tätbefolkat, med 72 invånare per kvadratkilometer. Närmaste större samhälle är Aznā, 14,2 km nordost om Rangrazān-e Vosţá. Trakten runt Rangrazān-e Vosţá består i huvudsak av gräsmarker.